# Kirby (Computerspielreihe)

Ursprüngliches westliches Kirby-Logo

Kirby (jap. 星のカービィ Hoshi no Kābī, etwa „Kirby von den Sternen“) ist eine nach dem gleichnamigen Protagonisten benannte Jump-’n’-Run-Videospielreihe von Nintendo. Für die Entwicklung ist das Partnerstudio von Nintendo HAL Laboratory verantwortlich. Vor allem in Japan gehört Kirby zu den bekanntesten Entwicklungen von Nintendo. Die Videospielfigur taucht nur in Videospielen für Spielkonsolen von Nintendo auf. Die Spiele wurden unter anderem als Manga- und Animeserie adaptiert.
Bei Kirby handelt es sich um einen kleinen, ballförmigen und rosafarbenen (im Westen zunächst weißen) Bewohner des ebenfalls fiktiven Planeten Pop Star, der unter anderem durch die enorme Elastizität seines Körpers über besondere Eigenschaften verfügt. Seine markanteste Fähigkeit ist es, Gegner und andere Dinge einzusaugen und so eventuell auch die Fähigkeiten der Gegner zu kopieren.
Masahiro Sakurai gilt als Schöpfer von Kirby.

## Chronologie
Diese Liste enthält alle offiziellen Kirby-Spiele, die jemals im Handel erhältlich waren und vermutlich zukünftig erscheinen werden. Das Datum bezieht sich jeweils auf die Erstveröffentlichung, die in fast allen Fällen in Japan oder in den USA stattfand. Da teilweise zu den Spielen aus den Neunzigern unterschiedliche Veröffentlichungsdaten vorliegen, ist es möglich, dass manche Daten von den tatsächlichen etwas abweichen.
In Kanada entsprechen die Namen der Spiele den US-amerikanischen Namen. In Australien wurden Kirby’s Ghost Trap und Kirby’s Fun Pak unter den europäischen Namen veröffentlicht, die neueren Spiele Kirby: Power-Malpinsel und Kirby: Mouse Attack hingegen unter den US-amerikanischen.
Für in Europa erschienene Spiele, zu denen jeweils ein deutscher und ein englischer Titel genannt ist, existieren jeweils noch einige weitere Titel in den entsprechenden Landessprachen.
| VÖ         | System          | Titel in Europa                                                                                      | Titel in den USA                    | Titel in Japan                                                                                     | Genre                          |
| ---------- | --------------- | --- | ----------------------------------- | -------------------------------------------------------------------------------------------------- | ------------------------------ |
| 27.04.1992 | GB              | Kirby’s Dream Land                                                                                   | Kirby’s Dream Land                  | Hoshi no Kirby (星のカービィ)                                                                      | Jump ’n’ Run                   |
| 23.03.1993 | NES             | Kirby’s Adventure*                                                                                   | Kirby’s Adventure*                  | Hoshi no Kirby: Yume no Izumi no Monogatari (星のカービィ 夢の泉の物語)*                           | Jump ’n’ Run                   |
| 27.11.1993 | GB              | Kirby’s Pinball Land                                                                                 | Kirby’s Pinball Land                | Kirby no Pinball (カービィのピンボール)                                                            | Geschicklichkeit               |
| 21.09.1994 | SNES            | Kirby’s Dream Course*                                                                                | Kirby’s Dream Course*               | Kirby Bowl (カービィボウル)*                                                                       | Geschicklichkeit, Sport (Golf) |
| 01.02.1995 | SNES            | Kirby’s Ghost Trap*                                                                                  | Kirby’s Avalanche*                  | nicht erschienen (stattdessen Originalspiel Puyo Puyo (ぷよぷよ))                                  | Geschicklichkeit               |
| 21.03.1995 | GB              | Kirby’s Dream Land 2                                                                                 | Kirby’s Dream Land 2                | Hoshi no Kirby 2 (星のカービィ2)                                                                   | Jump ’n’ Run                   |
| 14.12.1995 | GB              | Kirby’s Block Ball                                                                                   | Kirby’s Block Ball                  | Kirby no Block Ball (カービィのブロックボール)                                                     | Geschicklichkeit               |
| 21.03.1996 | SNES            | Kirby’s Fun Pak                                                                                      | Kirby Super Star                    | Hoshi no Kirby Super Deluxe (星のカービィ スーパーデラックス)                                      | Jump ’n’ Run                   |
| 25.01.1997 | GB              | Kirby’s Star Stacker                                                                                 | Kirby’s Star Stacker                | Kirby no Kirakira Kids (カービィのきらきらきっず)                                                  | Geschicklichkeit               |
| 11.1997    | SNES            | Kirby’s Dream Land 3*                                                                                | Kirby’s Dream Land 3*               | Hoshi no Kirby 3 (星のカービィ3)                                                                   | Jump ’n’ Run                   |
| 01.02.1998 | SNES            | nicht erschienen                                                                                     | nicht erschienen                    | Kirby no Kirakira Kids (カービィのきらきらきっず)                                                  | Geschicklichkeit               |
| 24.03.2000 | N64             | Kirby 64: The Crystal Shards*                                                                        | Kirby 64: The Crystal Shards*       | Hoshi no Kirby 64 (星のカービィ64)*                                                                | Jump ’n’ Run                   |
| 23.08.2000 | GBC             | nicht erschienen                                                                                     | Kirby Tilt 'n' Tumble               | KoroKoro Kirby (コロコロカービィ)                                                                  | Geschicklichkeit               |
| 25.10.2002 | GBA             | Kirby: Schatten bedrohen Traumland / Kirby: Nightmare in Dream Land                                  | Kirby: Nightmare in Dream Land      | Hoshi no Kirby: Yume no Izumi Deluxe (星のカービィ 夢の泉デラックス)                               | Jump ’n’ Run                   |
| 11.07.2003 | NGC             | Kirby Air Ride                                                                                       | Kirby Air Ride                      | Kirby no Air Ride (カービィのエアライド)                                                           | Fun-Racer                      |
| 15.04.2004 | GBA             | Kirby & die wundersame Spiegelwelt / Kirby & the Amazing Mirror / Kirby e il labirinto degli specchi | Kirby & the Amazing Mirror          | Hoshi no Kirby: Kagami no Daimeikyū (星のカービィ 鏡の大迷宮)                                      | Jump ’n’ Run                   |
| 24.03.2005 | NDS             | Kirby: Power Paintbrush / Kirby: Power Paintbrush                                                    | Kirby: Canvas Curse                 | Touch! Kirby (タッチ!カービィ)                                                                     | Geschicklichkeit               |
| 02.11.2006 | NDS             | Kirby: Mouse Attack / Kirby: Mouse Attack                                                            | Kirby: Squeak Squad                 | Hoshi no Kirby: Sanjō! Dorocche-dan (星のカービィ 参上!ドロッチェ団)                               | Jump ’n’ Run                   |
| 22.09.2008 | NDS             | Kirby Super Star Ultra                                                                               | Kirby Super Star Ultra              | Hoshi no Kirby: Ultra Super Deluxe (星のカービィ ウルトラスーパーデラックス)                       | Jump ’n’ Run                   |
| 17.10.2010 | Wii             | Kirby und das magische Garn / Kirby's Epic Yarn / Kirby e la stoffa dell’eroe                        | Kirby’s Epic Yarn                   | Keito no Kirby (毛糸のカービィ)                                                                    | Jump ’n’ Run                   |
| 04.08.2011 | NDS             | Kirby Mass Attack                                                                                    | Kirby Mass Attack                   | Atsumete! Kirby (あつめて！カービィ)                                                               | Geschicklichkeit               |
| 25.11.2011 | Wii             | Kirby’s Adventure Wii                                                                                | Kirby’s Return to Dream Land        | Hoshi no Kirby Wii (星のカービィ Wii)                                                              | Jump ’n’ Run                   |
| 11.01.2014 | N3DS            | Kirby: Triple Deluxe                                                                                 | Kirby: Triple Deluxe                | Hoshi no Kirby: Triple Deluxe (星のカービィ トリプルデラックス, Hoshi no Kābī: Toripuru Derakkusu) | Platformer                     |
| 12.02.2015 | N3DS            | Kirby Fighters Deluxe                                                                                | Kirby Fighters Deluxe               | Kirby Fighters Z (カービィファイターズZ)                                                           | Beat ’em up                    |
| 13.02.2015 | N3DS            | Dedede’s Drum Dash Deluxe                                                                            | Dedede’s Drum Dash Deluxe           | Dedede daiō no Dedede de den Z (デデデ大王のデデデでデンZ)                                         | Rhythmus-/Musikspiel           |
| 08.05.2015 | Wii U           | Kirby und der Regenbogen-Pinsel / Kirby and the Rainbow Paintbrush                                   | Kirby and the Rainbow Curse         | Tatchi! Kābī Sūpāreinbō (タッチ！カービィ スーパーレインボ)                                        | Platformer                     |
| 10.06.2016 | N3DS            | Kirby: Planet Robobot                                                                                | Kirby: Planet Robobot               | Hoshi no Kābi: Robobo Puranetto (星のカービィ ロボボプラネット)                                    | Jump ’n’ Run                   |
| 12.04.2017 | N3DS            | Team Kirby Clash Deluxe                                                                              | Team Kirby Clash Deluxe             | Minna de! Kirby Hantāzu Z (みんなで!カービィハンターズZ)                                           | Beat 'em up                    |
| 06.07.2017 | N3DS            | Kirby's Blowout Blast                                                                                | Kirby's Blowout Blast               | Kirby no Suikomi dai Sakusen (カービィのすいこみ大作戦)                                            | Jump ’n’ Run                   |
| 03.11.2017 | N3DS            | Kirby Battle Royale!                                                                                 | Kirby Battle Royale!                | Kirby Battle Deluxe! (カービィ バトルデラックス!)                                                  | Beat ’em up                    |
| 16.03.2018 | Nintendo Switch | Kirby Star Allies                                                                                    | Kirby Star Allies                   | Hoshi no Kirby: Star Allies (星のカービィ スターアライズ)                                          | Jump 'n' Run                   |
| 05.09.2019 | Nintendo Switch | Super Kirby Clash                                                                                    | Super Kirby Clash                   | Supa Kirby Hantāzu (スーパーカービィハンターズ)                                                    | Beat 'em up                    |
| 23.09.2020 | Nintendo Switch | Kirby Fighters 2                                                                                     | Kirby Fighters 2                    | Kirby Fighters 2 (カービィファイターズ2)                                                           | Beat 'em up                    |
| 25.03.2022 | Nintendo Switch | Kirby und das vergessene Land / Kirby and the Forgotten Land                                         | Kirby and the Forgotten Land        | Hoshi no Kirby: Disukabarī (星のカービィ ディスカバリー)                                           | Jump 'n' Run                   |
| 17.08.2022 | Nintendo Switch | Kirby's Dream Buffet                                                                                 | Kirby's Dream Buffet                | Kābyi no Gurume Fesu (カービィのグルメフェス)                                                      | Geschicklichkeit               |
| 24.02.2023 | Nintendo Switch | Kirby's Return to Dream Land Deluxe                                                                  | Kirby's Return to Dream Land Deluxe | Hoshi no Kābyi Wii Derakkusu (星のカービィ Wii デラックス)                                         | Jump 'n' Run                   |

* In obenstehender Region für die Virtual Console der Wii verfügbar.
Zudem tauchen Elemente der Kirbyspielreihe, inkl. der Spielfigur Kirby, in den Spielen der Super-Smash-Bros.-Reihe auf.
| VÖ         | System | Titel in Europa und den USA        | Titel in Japan                                                                                    | Genre       |
| ---------- | ------ | ---------------------------------- | ------------------------------------------------------------------------------------------------- | ----------- |
| 21.01.1999 | N64    | Super Smash Bros.                  | Nintendo All-Star! Dairantō Smash Brothers (ニンテンドウオールスター！大乱闘スマッシュブラザーズ) | Beat ’em up |
| 21.11.2001 | NGC    | Super Smash Bros. Melee            | Dairantō Smash Brothers DX (大乱闘スマッシュブラザーズDX)                                         | Beat 'em up |
| 31.01.2008 | Wii    | Super Smash Bros. Brawl            | Dairantō Smash Brothers X (大乱闘スマッシュブラザーズX)                                           | Beat 'em up |
| 13.09.2014 | N3DS   | Super Smash Bros. for Nintendo 3DS | Dairantō Smash Brothers for Nintendo 3DS (大乱闘スマッシュブラザーズ for Nintendo 3DS)            | Beat 'em up |
| 06.12.2014 | Wii U  | Super Smash Bros. for Wii U        | Dairantō Smash Brothers for Wii U (大乱闘スマッシュブラザーズ for Wii U)                          | Beat 'em up |
| 07.12.2018 | Switch | Super Smash Bros. Ultimate         | 大乱闘スマッシュブラザーズ SPECIAL                                                                | Beat 'em up |

## Geschichte
Im Folgenden werden Werdegang, die Spielprinzipien und grundlegender Inhalt der Kirby-Reihe beschrieben. Die Entwicklung wird vor allem anhand der Jump-’n’-Run-Spiele näher erläutert, während zu Spielen anderer Genres auf Einzelartikel verwiesen wird.

### Allgemeines
Seinen ersten Auftritt hatte Kirby in dem Game-Boy-Spiel Kirby’s Dream Land. Während die Entwicklung der Spielfigur vor allem innerhalb der Jump-’n’-Run-Spiele voranschritt, so zeichnet sich die Kirby-Reihe auch dadurch aus, dass sie aus Spielen sehr unterschiedlicher Genres besteht, wobei bekannte Genres oft mit typischen Kirby-Elementen verbunden werden. Auch die leichte Zugänglichkeit ist ein Grund für den Erfolg.

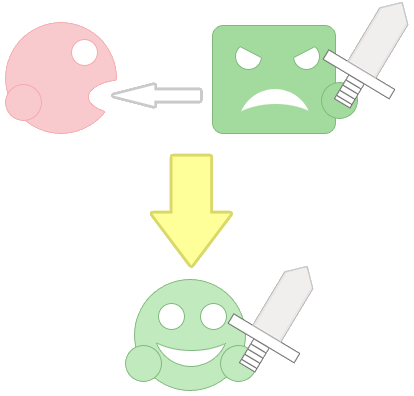
Symbolisierte Darstellung des Gameplays: Kirby (links, stilisiert) schluckt einen Feind und erhält dadurch dessen Schwert.

In den meisten Spielen muss der Spieler den rosafarbenen Kirby durch verschiedene Levels steuern, an deren Ende es in vielen Fällen einen Endgegner (Boss) zu bezwingen gilt. Ein zentrales Spielelement stellt dabei häufig Kirbys Fähigkeit dar, Dinge einzusaugen und auszuspucken, beispielsweise um Gegner zu bekämpfen. In vielen Spielen kann Kirby auch durch das Verschlucken (oder Besiegen) bestimmter Gegner deren Fähigkeiten kopieren. Verschluckt Kirby beispielsweise ein Steinwesen, kann sich Kirby selbst in einen Steinblock verwandeln und so Gegner „plätten“. Durch Verschlucken eines Feuergegners dagegen kann Kirby Feuer speien oder als lebendiger Feuerball durch die Gegend zischen. Kirby ist aber auch dazu in der Lage, Luft einzuatmen, um sich – ähnlich einem Ballon – aufzublähen und so durch Auf- und Abschlagen der Arme fliegen zu können. Die Luft, die Kirby ausstößt, um wieder seine normale Größe zu erlangen, kann ebenfalls als Geschoss gegen zumeist schwächere Gegner eingesetzt werden.
Vor allem Kirby-Spiele, die nicht in das Genre der Jump ’n’ Runs einzuordnen sind, greifen auch auf sehr spezielle Bewegungsmöglichkeiten zurück. So wird Kirby in Kirby’s Pinball Land wie eine Flipperkugel gehandhabt, während er in Kirby’s Dream Course wie ein Golfball von einem Punkt zum anderen geschlagen wird. In Kirby Tilt ’n’ Tumble erfolgt die Steuerung gar durch die gezielte Bewegung der Spielkonsole.
Zu Kirby wurde eine umfangreiche Merchandisingpalette vermarktet, allerdings größtenteils nur in Japan.

### Entstehung
Masahiro Sakurai gilt als Erfinder Kirbys, den er im Alter von nur 19 Jahren erschuf. Ursprünglich sollte es Kirby jedoch gar nicht in der heutigen Form geben. Als Nintendos First-Party-Studio HAL Laboratory, Inc. den Auftrag für ein neues Game-Boy-Spiel erhielt, wurde für den späteren geplanten Spielhelden ein Platzhalter erstellt. Bei diesem handelte es sich um Kirby, welcher zu dieser Zeit noch Popopo (ポポポ) genannt wurde. Jedoch gewann diese Figur eine so große Sympathie unter den Entwicklern, dass sie letztendlich erhalten blieb. Während der Entwicklung wurde sie außerdem in Kirby (nach dem Anwalt John Kirby, der Nintendo erfolgreich in den USA vertrat) umbenannt. Unklarheiten gab es jedoch bezüglich der Farbe Kirbys. Da der Game Boy die Spiele nur monochrom darstellen konnte, lernte man die Figur damals in weiß kennen, obwohl Masahiro Sakurai sich Kirby von Anfang an rosafarben vorstellte. Als Shigeru Miyamoto die Figur das erste Mal sah, dachte er eher an Gelb (wie Pac-Man oder andere ähnliche Figuren), was er in einem Interview verriet. Dies führte bei Fans zu der falschen Annahme, dass es bei der Farbe Uneinigkeiten gab. Schließlich hat sich natürlich Rosa durchgesetzt. Diese Unklarheit sorgte aber zuvor für Verwirrung bei Nintendos nordamerikanischer Zweigstelle (Nintendo of America, Inc.), sodass Kirby auf dem Cover des fertigen Spieles Kirby’s Dream Land in Nordamerika und auch in Europa einfach in Weiß gehalten war, selbst in der diese Regionen betreffenden Fernsehwerbung, in der ein komplett weißer Zeichentrick-Kirby zu sehen ist. In Japan dagegen, wo das Spiel als Hoshi no Kirby bekannt ist, wurde Kirby auf dem Cover von Anfang an rosa dargestellt. Kirby’s Dream Land sollte ein auch für Anfänger geeignetes Spiel werden. Diese Grundidee wurde in allen nachfolgenden Kirby-Spielen weitergeführt.
Außer an Kirby’s Dream Land wirkte Masahiro Sakurai auch an Kirby’s Adventure, Kirby’s Pinball Land, Kirby’s Fun Pak, Kirby: Schatten bedrohen Traumland und Kirby Air Ride als Director mit. Satoru Iwata, Nintendos CEO von 2002 bis 2015, wirkte während seiner Zeit bei HAL Laboratory als Producer an der Entwicklung der Kirby-Spiele mit.

### Kirby-Jump-’n’-Runs
Die Entwicklung der Spielfigur Kirby erfolgte und erfolgt vor allem innerhalb der Jump-’n’-Run-Spiele, deren Entwicklung in diesem Abschnitt beschrieben wird. In den japanischen Originalen lassen sich alle Jump ’n’ Runs bereits am Titel identifizieren, diese beginnen stets mit den Worten Hoshi no Kirby (星のカービィ), was so viel wie „Kirby der Sterne“ bedeutet.

#### Kirby’s Dream Land
Ziel des ersten Kirby-Spiels ist es, die vom selbst ernannten König Dedede (damals aufgrund der Lokalisierung noch König Nickerchen) und seinen Helfern gestohlenen Nahrungsvorräte und Glitzersterne (engl. Sparkling Stars) zurückzuholen. Letztere sind von besonders hoher Bedeutung, da sie Kirby und seinen Artgenossen im Traumland (engl. und häufig auch im Dt. Dream Land, Ort auf Pop Star) unbeschwertes Spielen und Arbeiten ermöglichen. Im fast textfreien Spiel wird diese Hintergrundhandlung nur rudimentär dargestellt. Es gibt keinen Vorspann, der die Geschichte erzählen würde.
Kirby verfügt bereits über die meisten seiner Grundfertigkeiten. Vom Erlangen von Fähigkeiten der Gegner ist hier allerdings noch nicht die Rede. Dafür existieren im Spiel aber bereits einige Gegenstände, die Kirby kurzzeitig besondere, von Gegnern unabhängige Fähigkeiten verleihen: Zum Beispiel kann Kirby durch Aufnahme eines „scharfen Tellers“ zeitweise Feuer spucken. Größtenteils kommt es darauf an, feindliche Figuren und andere Objekte einzusaugen und wiederum auf ein anderes Objekt zu spucken, um Gegner zu besiegen und den Weg fortsetzen zu können. Des Weiteren findet man an vielen Stellen sogenannte Warpsterne (engl. Warp Stars), die Kirby schnell von einem Ort zum anderen transportieren und in fast allen nachfolgenden Kirby-Spielen ebenfalls auftauchen.
Bereits hier gilt es, am Ende einer jeweiligen Spielstufe einen Endboss zu bezwingen. Nach dem ersten Durchspielen bietet sich außerdem die Möglichkeit, das Spiel erneut auf einem höheren Schwierigkeitsgrad, u. a. mit neuen und stärkeren Gegnern, zu spielen.
Das erste Spiel der Reihe hatte auch gleichzeitig mit über 5,1 Millionen verkauften Einheiten den zahlenmäßig größten Verkaufserfolg gegenüber allen Nachfolgern.

#### Kirby’s Adventure
Das 1993 veröffentlichte Spiel Kirby’s Adventure war Kirbys erster und auch einziger Auftritt auf dem NES. Kirby’s Adventure ist eines der letzten NES-Spiele und eines der wenigen mit deutschem Bildschirmtext und Speicherfunktion.
Die Aufgabe ist es diesmal, die einzelnen Stücke des Sternenzepters (engl. Star Rod) wiederzufinden. Es wurde von König Dedede zerbrochen, und dieser verteilte die Stücke an seine Untertanen. Das Sternenzepter befindet sich normalerweise auf der Spitze des Traumbrunnens (engl. Fountain of Dreams), der für die für einen wohltuenden Schlaf wichtigen Träume sorgt. In ihm sammeln sich die Wünsche und Hoffnungen der Lebewesen. Ist jedoch das Sternenzepter nicht auf seiner Spitze, erfüllt der Brunnen seine Funktion nicht und die Lebewesen können nicht träumen. Die Handlung wird auch in Form eines aus Texten und Bildern bestehenden Vorspanns vermittelt, außerdem gibt es eine Anfängereinweisung, und auch ansonsten ist der Textgehalt weitaus höher als im ersten Kirby-Spiel.
In diesem Spiel verfügt Kirby erstmals über die Möglichkeit, die Fähigkeiten bestimmter Gegner zu erlangen (erworbene Fähigkeiten werden auch als Special Power, Spezialpower oder Spezialkraft bezeichnet). Wie er zu dieser Begabung kam, ist hinsichtlich der Handlung aber nicht offiziell bekannt. Der Einsatz unterschiedlicher Fähigkeiten – über zwanzig an der Zahl – verleiht dem Spiel weitaus mehr Variationsmöglichkeiten als sein Vorgänger. Neben dem Besiegen von Gegnern haben die Fähigkeiten noch weitere Funktionen. Manchmal müssen die richtigen Fähigkeiten an den richtigen Stellen angewandt werden, so lassen sich beispielsweise nur mit der Hammer- und der Steinfähigkeit Pfähle in den Boden rammen, was neue Wege öffnet. Zudem können alle im Spiel bereits bestandenen Abschnitte erneut erkundet und nach versteckten Schaltern durchsucht werden, die geheime Orte offenbaren. Des Weiteren ist es Kirby auch möglich, zu rennen und einen Rutschangriff auszuführen. Zusätzlich enthält das Spiel als erstes Kirby-Spiel Minispiele, in denen Punkte und Extraleben gewonnen werden können.
Dank der Farbdarstellung des NES kommt Kirby in Rosa daher, was den Fehler des westlichen Covers richtigstellen konnte.
Das Spiel enthält den ersten Auftritt von Sir Meta Knight, einem Kirby nicht unähnlichen blauen (anfangs noch schwarzen) Schwertkämpfer, der sein Gesicht meist hinter einer Maske verbirgt. In diesem Spiel ist er der sechste Endboss, in einigen späteren Kirby-Spielen spielt er eine noch bedeutsamere Rolle.
Mit über 1,7 Millionen verkauften Exemplaren wurde das Spiel trotz des Alters des NES noch ein Erfolg.
Im Februar 2007 wurde Kirby’s Adventure für die Virtual Console der Spielkonsole Wii veröffentlicht, am 17. November 2011 in einer überarbeiteten 3D-Fassung im Rahmen der 3D-Classics-Reihe im eShop des 3DS.

#### Kirby’s Dream Land 2
1995 erschien der namentliche Nachfolger des ersten Kirby-Spiels. Diesmal liegt es an Kirby, den Grund dafür herauszufinden, warum die Regenbogenbrücken zwischen den Regenbogeninseln (engl. Rainbow Islands) verschwunden sind. Dazu macht er sich auf jeder Insel auf die Suche nach den Regenbogentropfen (engl. Rainbow Drops), um die Brücken wiederherzustellen. Während es zuerst den Anschein hat, dass König Dedede wieder dahintersteckt, stellt sich kurz vor Spielende, sofern alle Regenbogentropfen gesammelt wurden, heraus, dass die bösartige Masse Dark Matter der wahre Täter ist und Dedede unter seine Kontrolle brachte.
Statt Masahiro Sakurai beteiligte sich bei diesem Spiel Shinichi Shimomura als Director, der bereits bei der Entwicklung von Kirby’s Adventure als zweiter Director nach Sakurai tätig war.
Prinzipiell unterscheidet sich Kirby’s Dream Land 2 auf den ersten Blick nicht wesentlich von Kirby’s Adventure, wobei Kirby auch nicht rennen und nicht seinen Rutschangriff ausführen kann. Des Weiteren gibt es auch nur 7 spezielle Fähigkeiten.
Die für die Reihe große Neuerung ist in diesem Fall, dass es befreundete Figuren gibt, die sowohl aktiv in das Spielgeschehen eingreifen als auch vom Spieler steuerbar sind. Es handelt sich um Rick, den Hamster, Coo, die Eule, und Kine, den Fisch. Kirby kann sich mit einem von ihnen zusammentun, ein späterer Wechsel ist möglich. Jeder der Freunde verfügt über spezielle Eigenschaften. Rick ist besonders gut auf dem Festland unterwegs, Coo lässt sich präzise durch die Luft steuern und kommt auch gegen starke Winde an, während Kine ein exzellenter Schwimmer ist und gegen Strömungen schwimmen kann. Eine weitere Besonderheit ist, dass sich die Funktionsweise einer speziellen Fähigkeit je nach Freund verändert. Während zum Beispiel Kirby allein durch die Fähigkeit Elektro einen funkensprühenden Schutzschild auf geringe Distanz um sich herum bildet, schießt er, während er von der Eule Coo getragen wird, einen weit reichenden Elektrostrahl nach unten ab, wodurch „Luftangriffe“ möglich werden. In dieser Hinsicht ist Kirby’s Dream Land 2 in der Anzahl der Spezialfähigkeiten Kirby’s Adventure ebenbürtig.
Mit über 2,3 Millionen verkauften Exemplaren hatte dieses Spiel den zweitgrößten Verkaufserfolg der Spielereihe.

#### Kirby’s Fun Pak
Im Jahr 1996 wurde erstmals ein Kirby-Jump’n’Run für das SNES veröffentlicht. In Europa erschien es unter dem Namen Kirby’s Fun Pak. Es gilt bis heute als einer der beliebtesten Einträge der Reihe.
Vieles ist bereits aus Kirby’s Adventure vertraut. Auch hier kann Kirby spezielle Fähigkeiten annehmen, wobei sie ihm äußerlich neben einer Farbänderung auch eine Kopfbedeckung bescheren, wie zum Beispiel eine Narrenkappe, eine Zipfelmütze oder eine Federhaube. Es bieten sich mit einer einzelnen Spezialpower nun aber, durch Einsatz von Tastenkombinationen, zumeist wesentlich mehr als nur ein bis zwei Angriffsmöglichkeiten, wie es bei fast allen Fähigkeiten in Kirby’s Adventure und auch in Kirby’s Dream Land 2 der Fall ist. Beispielsweise wirft Kirby mit der Fähigkeit Flügel (engl. Wing) bei einfachem Knopfdruck einzelne Federn, während er bei Drücken des Knopfes während des Rennens nach vorne zischt und auf seinem Weg befindliche Objekte rammt. Durch gedrückt halten eines Knopfes wird ein stärkerer Angriff aufgeladen, wie es bei Beam (Strahl) der Fall ist. Eine weitere Besonderheit ist ein Zweispielermodus, in dem beide Spieler gleichzeitig das Abenteuer bestreiten. Dazu kann Kirby einen Helfer erschaffen, wenn er über eine dazu taugliche Fähigkeit verfügt. Dieser Begleiter hat das Aussehen eines Gegners, der über die entsprechende Fähigkeit verfügt, hat jedoch als Unterscheidungsmerkmal eine andere Farbe. Er ist gegenüber Kirby etwas eingeschränkt, kann also nicht selbstständig durch Türen gehen und das Scrolling des Bildschirms richtet sich überwiegend nach Kirby.
Es kann zwischen sechs Hauptspielen gewählt werden, von denen zwei erst freigespielt werden müssen. Alle Spiele haben eine andere Handlung, Vorspann, Abspann und verschiedene Besonderheiten. Während in einem Spiel ein linearer Handlungsstrang mit einzelnen Levels verfolgt wird, bietet ein anderes Spiel eine zusammenhängende, nicht lineare Labyrinth-Welt, in der versteckte Schatztruhen zu finden sind. Daneben gibt es zwei Minispiele und ein weiteres Spiel, das freigespielt werden kann.
Die grafische Darstellung der Figuren wirkte sich maßgeblich auf die heutigen zweidimensionalen Kirby-Spiele aus. Zudem ist der Textanteil in Kirby’s Fun Pak im Vergleich zu den anderen Titeln sehr hoch.

#### Kirby’s Dream Land 3
1997 erschien ein weiteres Kirby-Jump’n’Run für das SNES. Stilistisch gesehen setzt es die Neuerungen aus Kirby’s Fun Pak aber nur geringfügig fort, stattdessen orientiert es sich stark am Vorgänger Kirby’s Dream Land 2, denn Shinichi Shimomura war erneut als Director beteiligt. Masahiro Sakurai war an diesem Spiel, wie auch schon bei Kirby’s Dream Land 2, nicht direkt beteiligt, während er an Kirby’s Fun Pak als Director arbeitete.
Da die neueste Nintendo-Konsole, die Nintendo 64, zur Erstveröffentlichung des Spiels auch bereits in Europa erschienen und das SNES immer mehr an Aktualität verlor, erschien es vermutlich aus diesem Grund nicht mehr in dieser Region, aber immerhin noch in den USA.
Auch die Handlung besitzt starke Ähnlichkeit mit dem Vorgänger. Erneut ist Dark Matter der Hauptgegner, der auch diesmal wieder über König Dedede und andere Bewohner des Planeten die Kontrolle übernimmt. Neu ist jedoch, dass Dark Matter hier bereits im Vorspann zu sehen ist, während er im Vorgänger erst beim letzten Kampf sichtbar wird. Der Vorspann wird unkommentiert in Einzelbildern dargestellt. Im Rest des Spiels wird ebenfalls nahezu komplett auf Text verzichtet.
Wie in den ersten Spielen werden Levels nacheinander absolviert. Die Bossgegner werden besiegt, um sie vom Einfluss Dark Matters zu befreien, sodass immer ein Stück der schwarzen Masse Dark Matters vom Planeten zurückgedrängt wird. Neben acht Spezialfähigkeiten stehen diesmal insgesamt sechs Tierfreunde zur Verfügung, im Einzelnen sind neu: Nago, die Katze, Chuchu, ein Oktopus, und Pitch, ein kleiner Vogel. Auch bei diesen ändert sich die Angriffstechnik, sodass es mehr als doppelt so viele Möglichkeiten wie in Kirby’s Dream Land 2 gibt. Des Weiteren kann Kirby auch zwischendurch absteigen, um zum Beispiel durch eine enge Stelle zu kommen. Sofern in der Nähe kann auch zwischen den Freunden beliebig gewechselt werden.
Was in veränderter Form aus Kirby’s Fun Pak übernommen wurde, ist der Zweispielermodus. Kirby erschafft hier allerdings keine Nachbildung eines Gegners, sondern es gibt für den zweiten Spieler eine eigenständige Figur namens Gooey. Bezüglich der Steuerung und Fähigkeiten gibt es kaum Unterschiede zu Kirby. Der Bildschirm scrollt aber weiterhin stärker mit Kirby.
Eine Neuheit zu bisher allen erschienenen Kirby-Jump’n’Runs ist, dass es in jedem Level eine spezielle Aufgabe, die von einer bestimmten Figur gestellt wird, zu erfüllen gibt. Da auf Text im Spiel größtenteils verzichtet wird, muss der Spieler diese selbst ersehen. So ist beispielsweise darauf zu achten, nicht die Blumen zu zertreten. Manchmal sind auch einfach gestrickte Geschicklichkeitsspiele zu absolvieren, wie das Zählen verschiedenfarbiger Figuren, die nur kurzzeitig zu sehen sind. Anschließend ist zu beantworten, wie viele Figuren von einer Farbe sichtbar waren. An anderer Stelle wiederum müssen die Jongliersteine eines Clowns gefunden werden, die im Level versteckt sind. Unter den vielen unterschiedlichen Charakteren (für jeden Level mindestens ein anderer) sind auch einige Cameos, darunter Samus Aran aus der Metroid-Spielereihe. Für erfüllte Aufgaben schenken die Figuren Kirby jeweils einen der Heart Stars (Herzsterne), nur mit deren Hilfe Dark Matter am Ende wirklich besiegt werden kann.
Am 24. Juli 2009 wurde Kirby’s Dream Land 3 für die Virtual Console der Spielkonsole Nintendo Wii veröffentlicht.

#### Kirby 64: The Crystal Shards
Nachdem bereits sehr früh für das Nintendo 64 ein Titel namens Kirby Air Ride angekündigt, aber nie für die Konsole veröffentlicht wurde, erschien im Jahr 2000 das erste und letzte eigenständige Kirby-Spiel für diese Konsole. Der westliche Titel lautet Kirby 64: The Crystal Shards. Wie schon im zuvor erschienenen Kirby’s Dream Land 3 war Shinichi Shimomura Director bei der Entwicklung des Spiels, dementsprechend stark orientiert sich das Spiel in vielen Punkten am genannten Vorgänger und verzichtet größtenteils auf Text. Dark Matter ist erneut in der Einführung zu sehen, der allerdings nicht Pop Star, sondern den Planeten Ripple Star angreift. Dieser Planet wird von Feen bewohnt. Dark Matter will zur Vergrößerung seiner Macht den Feenschatz, den mächtigen Kristall (engl. Crystal), an sich reißen, daher breitet er sich wie schon auf Pop Star auf dem ganzen Planeten aus. Eine mutige Fee namens Ribbon flüchtet mit dem Kristall in den Weltraum, wird aber von Dark Matter getroffen. Dabei zerbricht der Kristall und Ribbon fällt auf den Planeten Pop Star. Sie landet bei Kirby, den sie über die Vorkommnisse informiert und der sich sogleich zu einem neuen Abenteuer aufmacht.
Die Kristallsplitter (engl. Crystal Shards) sind neben Ripple Star und Pop Star noch auf vier weiteren Planeten verteilt. Auf Pop Star findet Kirby neben Ribbon noch drei weitere Verbündete für die Suche. Kirbys Begleiter werden ein Waddle Dee (benutzt verschiedene Fortbewegungsmittel wie eine Lore oder eine Seilbahn), die Kunststudentin Adeleine (von ihr gemalte Bilder werden lebendig) und sogar König Dedede (ist steuerbar und zerstört mit dem Hammer Hindernisse) schließt sich nach einigem Zögern der Gruppe an.
Die Darstellung der Umgebung erfolgt dreidimensional, allerdings kann sich Kirby wie in den Vorgängerspielen weiterhin nur auf festen Wegen nach links und rechts, manchmal auch vom Betrachter weg bzw. zu ihm oder im Kreis bewegen.
Die größte Besonderheit dieses Spiels ist, dass Kirby mehrere Fähigkeiten miteinander kombinieren kann. Dazu wirft er, während er eine Spezialpower besitzt, einen Stern, der jene Fähigkeit repräsentiert, auf einen Gegner, der ebenfalls über eine Spezialpower verfügt. Dadurch entsteht ein Stern, durch den Kirby eine sogenannte Powercombo erhält. Eine Mischung aus Eis und Stein verwandelt Kirby beispielsweise in einen Curlingstein, aus Bombe und Elektro in eine explosive Glühbirne.
In diesem Spiel wird Kirby von Makiko Ōmoto gesprochen. Sie lieh ihm bereits im 1999 erschienenen N64-Spiel Super Smash Bros. ihre Stimme und ist auch Kirbys Synchronsprecherin im dazugehörigen Nachfolger sowie in der Fernsehserie.
Kirby 64: The Crystal Shards wurde insgesamt weit über 1,7 Millionen Mal verkauft.
Seit Februar 2008 ist das Spiel für die Virtual Console der Wii in Nordamerika beziehbar, seit März desselben Jahres auch in Europa, Japan folgte im April.

#### Kirby: Schatten bedrohen Traumland
2002, im Jahre des zehnjährigen Bestehens Kirbys, wurde ein Remake des NES-Spiels Kirby’s Adventure für den Game Boy Advance veröffentlicht. In Europa erschien erstmals ein Kirby-Spiel unter mehreren sprachspezifischen Namen, der deutsche Titel lautet Kirby: Schatten bedrohen Traumland. An der Handlung des Spiels hatte sich nichts geändert, jedoch wurden Grafik und Ton vollständig überarbeitet. An einigen Stellen wurden auch geringfügige Änderungen am Leveldesign vorgenommen.
Dem Spiel ist deutlich anzumerken, dass Masahiro Sakurai wieder als Director tätig war. Stilistisch erinnern die Figurengrafiken stark an Kirby’s Fun Pak, auch viele andere Merkmale, wie die Darstellung von Kirbys Attacken, wirken stark von dem Spiel beeinflusst, so trägt Kirby auch die aus genanntem Spiel bekannten Hüte, wenn er über eine Spezialfähigkeit verfügt.
Neben den technischen Verbesserungen ist der simultane Mehrspieler-Modus für vier Spieler die wichtigste Neuheit. Es werden vier Spielsysteme über ein Linkkabel verbunden, so steuert jeder Spieler einen einzelnen Kirby anderer Farbe. Eine weitere Beigabe sind drei neue Minispiele, die ebenfalls von vier Spielern gespielt werden können.
Das Spiel wurde ein Erfolg und ging über 2,1 Millionen Mal über die Ladentische, rein zahlenmäßig also häufiger als das Original für das NES.

#### Kirby & die wundersame Spiegelwelt
Ein weiteres Spiel der Reihe für den Game Boy Advance wurde 2004 veröffentlicht. Der deutsche Titel lautet Kirby & die wundersame Spiegelwelt. Das Spiel basiert unverkennbar auf der Engine des ersten GBA-Spiels, ebenso der Grafikstil, viele Grafiken wurden unverändert übernommen. Dieses Spiel wurde nicht von HAL Laboratory, Inc., sondern vom von Yoshiki Okamoto gegründeten Unternehmen Flagship entwickelt. Director war in diesem Fall Tomoaki Fukui vom genannten Unternehmen. Masahiro Sakurai hatte HAL Laboratory bereits im August 2003 verlassen, da ihm die dortige Arbeit nach eigenen Worten nicht genügend Freiheiten bot. In der Liste der Mitwirkenden am Spielende ist er jedoch als spezieller Ratgeber genannt.
In diesem Spiel ist die Spiegelwelt (engl. Mirror World) der Ort des Geschehens. Diese Welt spiegelt die Wünsche der Lebewesen wider, allerdings bricht eines Tages plötzlich in dieser Welt das Chaos aus. Schuld daran ist die machtbesessene Kreatur Dark Mind. Meta Knight fliegt zum Zugang zur Spiegelwelt, um sie zu retten. Kirby indes macht einen Spaziergang, bis plötzlich ein dunkler Doppelgänger Meta Knights, Dark Meta Knight, ein Handlanger Dark Minds, vor ihm erscheint. Nach einem Schwertangriff durch ihn wird Kirby „gevierteilt“, es entstehen drei zusätzliche, andersfarbige Kirbys. Sogleich kehrt Dark Meta Knight in die Spiegelwelt zurück, und die vier Kirbys folgen ihm dorthin. Dort angekommen, wird Meta Knight von seinem dunklen Ebenbild besiegt und durch den dazugehörigen Zugang in Form eines Spiegels auf die dunkle Seite der Spiegelwelt befördert, wo sich Dark Mind aufhält. Anschließend zerbricht Dark Meta Knight den Spiegel, um zu verhindern, dass jemand Dark Mind stören könnte, und die Scherben werden in der ganzen Spiegelwelt verstreut.
Die drei Kirbys, die durch den Angriff entstanden sind, gleichen prinzipiell den drei zusätzlichen Kirbys aus Schatten bedrohen Traumland im Mehrspieler-Modus, mit dem Unterschied, dass diese nun auch computergesteuert agieren können. Im Gegensatz zu genanntem Spiel können sich die Kirbys außerdem jetzt unabhängig voneinander in der Spielwelt bewegen, zuvor mussten sich noch stets alle Kirbys im selben Spielabschnitt befinden. Eine weitere Neuerung ist ein Walkie-Talkie (engl. cell bzw. mobile phone), das jeder Kirby bei sich trägt. Dieses ermöglicht, die Freunde anzurufen, die dann über ein Spiegeltor direkt zum Anrufer gelangen.
Eine wesentliche Änderung zu allen bisherigen Kirby-Jump’n’Runs ist der nicht lineare Spielverlauf. Bei jedem neuen Start des Spiels finden sich alle Kirbys an einem zentralen Ort wieder. Die ersten zu durchlaufenden Spiegeltüren sind vorgegeben, doch mit fortschreitendem Spielverlauf fächern sich die Möglichkeiten für den weiteren Spielfluss immer weiter auf, man hat die Wahl zwischen unterschiedlichen Wegen. Damit der komplette Weg nicht nach jedem Neustart erneut begangen werden muss, finden sich an mehreren Orten Schalter, die eine Spiegeltür zum Zentralort öffnen. Auf diese Weise können vom Zentralort aus viele verschiedene Orte der Spiegelwelt direkt angesteuert werden, sofern die Türen bereits geöffnet wurden. Des Weiteren dienen Karten, die aber erst gefunden werden müssen, als Orientierungshilfe.
Ansonsten gilt es wie schon in den Vorgänger-Spielen, die Endbosse ausfindig zu machen und zu besiegen – in diesem Fall gibt es eine Scherbe des Spiegels, der den Zugang zur dunklen Seite der Spiegelwelt darstellt, als Belohnung für den Sieg. Die Spezial-Fähigkeiten sind wieder komplexer zu handhaben, ähnlich wie in Kirby’s Fun Pak. Aus letztgenanntem Spiel wurden auch die Schatztruhen eingebaut. Diese enthalten neben Standardobjekten wie Nahrung auch spezielle Dinge wie Farbspray (um Kirby eine andere Farbe zu geben) oder Musik und Töne, die in einem Spieler abgespielt werden können, der auch erst gefunden werden muss.
Neben bereits genannten Figuren spielt auch ein schwarzer Doppelgänger von Kirby, Shadow Kirby, sein Pendant in der Spiegelwelt, eine zentrale Rolle. Er ist erst vermeintlicher Gegner, da er glaubt, dass die anderen Kirbys ebenfalls der Spiegelwelt schaden wollen. Jedoch entpuppt er sich beim Endkampf gegen Dark Mind als Freund.
Kirby & die wundersame Spiegelwelt erschien am 16. Dezember 2011 im eShop vom Nintendo 3DS, wo es im Rahmen des sogenannten Botschafter-Programms kostenlos für Erstkäufer heruntergeladen werden kann. Erstkäufer werden dadurch wegen der starken Preisreduzierung des Handhelds Mitte August 2011 entschädigt, indem ihnen 20 NES- und GBA-Spiele umsonst zur Verfügung gestellt werden.

#### Kirby: Mouse Attack
2006 erschien auch für den Nintendo DS ein Kirby-Jump’n’Run, welches erneut von Flagship entwickelt wurde, Tomoaki Fukui war wieder als Director beteiligt. Es ist gleichzeitig das letzte von Flagship entwickelte Spiel, da das Unternehmen nur noch bis zum 1. Juni 2007 existierte. Das Spiel beginnt damit, dass Kirby eine Erdbeertorte essen möchte, diese wird ihm jedoch gestohlen, und Kirby vermutet, dass König Dedede dahintersteckt. Er macht sich auf zu dessen Schloss und nachdem Kirby König Dedede dort findet und besiegt, will er die Schatztruhe öffnen, in der er die Torte vermutet. Da tauchen die Squeaks, eine Gruppe von mäuseähnlichen Wesen, auf und stehlen die Truhe von König Dedede, von der sie behaupten, ein sagenhafter Schatz würde sich darin befinden. Es beginnt das eigentliche Abenteuer, in dem Kirby sich auf eine Schatzjagd gegen die Squeaks einlässt – wie schon in Kirby & die Wundersame Spiegelwelt spielen die Schatztruhen wieder eine tragende Rolle. Gegen Spielende stellt sich heraus, dass die wahren Gegner nicht die Squeaks sind, sondern die Dark Matter nicht unähnliche Kreatur Dark Nebula. Diese wurde zum Schutz des Traumlandes in eine Truhe eingeschlossen.
Der Grafikstil ist derselbe, der schon in den GBA-Spielen verwendet wurde. Kirby wird über die Tasten des Nintendo DS gesteuert, dennoch hat auch der Touchpen eine wichtige Funktion. Auf dem unteren Bildschirm, dem Touchscreen, wird Kirbys Bauch in stilisierter Form angezeigt. Im Bauch können Spezial-Fähigkeiten und Gegenstände gelagert werden, die sich in Blasen befinden und so nach Bedarf abgerufen werden können. Kirby kann auch selbst Blasen erzeugen, um Dinge lagerbar zu machen. Dazu gibt es die entsprechende Spezialpower, die es ermöglicht, Gegner und Gegenstände selbst in Blasen einzuschließen, sodass diese aufgenommen und im Bauch gelagert werden können. Außerdem ist es auch möglich, die Fähigkeiten miteinander zu kombinieren, die Möglichkeiten sind allerdings begrenzter als in Kirby 64: The Crystal Shards, nur bestimmte sind kombinierbar.
Eine besondere Eigenschaft mehrerer Spezial-Fähigkeiten, die bereits in einigen Vorgängerspielen in geringer ausgeprägter Form vorhanden war, ist die Beeinflussung der Umgebung. So ist es dieses Mal beispielsweise möglich, Wasser zu gefrieren, Pflanzen zu verbrennen und sich durch die Erde zu graben.

#### Kirby Super Star Ultra
Auf der Herbstkonferenz von Nintendo im Oktober 2007 wurde ein neues Kirby-Spiel für den Nintendo DS vorgestellt, dessen japanischer Titel Hoshi no Kirby: Ultra Super Deluxe lautet. Im Juni 2008 gab Nintendo of America den US-amerikanischen Titel Kirby Super Star Ultra bekannt sowie das Veröffentlichungsdatum für Nordamerika, den 29. September 2008. Schon im nächsten Monat wurde der Termin um eine Woche auf den 22. September vorverlegt, an dem das Spiel schließlich auch in Nordamerika erschien. In Japan wurde es am 6. November 2008 veröffentlicht. In Europa erschien das Spiel, nach der für die hiesigen Märkte notwendigen Lokalisierungen, am 18. September 2009.
Es handelt sich bei Kirby Super Star Ultra um eine Neuauflage des SNES-Spiels Kirby’s Fun Pak. Neben einer überarbeiteten Grafik und neuen, gerenderten Zwischensequenzen bietet das Spiel neue Spielmodi, wobei in „Meta Knightmare Ultra“ Meta Knight, anders als im Originalspiel, als Spielfigur zur Verfügung steht. Des Weiteren gibt es eine Reihe neuer Minispiele für bis zu vier Spieler, die vom Touchscreen des Nintendo DS Gebrauch machen.

#### Kirby’s Adventure Wii
Dieses Spiel, dessen Arbeitstitel lediglich Kirby bzw. Hoshi no Kirby lautet, war ursprünglich als GameCube-Spiel geplant, erste Bilder wurden bereits 2004 veröffentlicht. Auf der Spielemesse E3 2005 wurden weitere Details bekannt. Jedoch verschwand es mit der Zeit aus den Listen für die noch erscheinenden GameCube-Spiele, stattdessen war im September 2006 in der Liste für zukünftig erscheinende Wii-Spiele auch ein Spiel aufgelistet, bei welchem es sich um das ehemalige GameCube-Spiel handelte. Über Jahre hinweg stand jedoch kein eindeutiger Erscheinungstermin fest. Es wurde das Jahr 2007 als möglicher Termin angegeben, was sich aber nicht bestätigte. Am 31. Oktober 2008 gab Nintendo in seinem aktuellen Finanzbericht das Jahr 2009 für die Veröffentlichung in Japan bekannt.
Ähnlich wie in Kirby 64: The Crystal Shards wird das Spiel in einer dreidimensionalen Umgebung angesiedelt sein, während sich Kirby aber nur auf festen Wegen ähnlich einem 2D-Jump’n’Run fortbewegen kann. Das Helfer-System aus Kirby’s Fun Pak wird übernommen – wobei dieses Mal drei Helfer im Spiel sein können, was bedeutet, dass vier Spieler gleichzeitig am Spiel teilnehmen können.
Anfang 2011 erschien die Vorschau eines neuen Kirby-Titels. Früh war klar, dass es sich hierbei um das 2005 angekündigte Spiel handelte. Am 25. November 2011 erschien der lange nur als „Kirby Wii“ auf den Veröffentlichungslisten aufgetauchte Titel unter dem Namen Kirby’s Adventure Wii. Es wurde von HAL Laboratory entwickelt und von Nintendo verlegt. Es handelt sich hierbei um ein Spiel mit 2,5D-Grafik, also einem 2D-Spiel mit 3D-Hintergründen, welches im Gegensatz zum Vorgänger „Kirby und das magische Garn“ auf die alten Stärken der Spielereihe setzt. Das Spiel ist von bis zu vier Spielern kooperativ spielbar.

#### Kirby: Planet Robobot
Auf der Nintendo Direct vom 3. März 2016 wurde der nächste Titel mit dem Namen Kirby: Planet Robobot angekündigt. Das Spiel erschien in Japan am 28. April 2016. Weltweit ist es am 10. Juni 2016 erschienen. Es ähnelt Kirby’s Adventure Wii und Kirby Triple Deluxe.

#### Kirby Star Allies
Auf der E3 2017 wurde der nächste Titel angekündigt, welcher zunächst nur „Kirby“ hieß. Im September 2017 wurde während eines Nintendo Directs der Titel des Spiels, nämlich Kirby Star Allies angekündigt. Eine Demo wurde am 3. März 2018 veröffentlicht. Das Spiel erschien weltweit am 16. März 2018 für die Nintendo Switch. Es ähnelt Kirby’s Adventure Wii, Kirby Triple Deluxe und Kirby: Planet Robobot. Innerhalb der ersten zwei Wochen wurden rund 1,25 Millionen Kopien von Kirby Star Allies verkauft. Bis zum 30. Juni 2018 konnte sich das Spiel knapp zwei Millionen Mal verkaufen.

#### Super Kirby Clash
2019 erschien auf für die Nintendo Switch das Spiel Super Kirby Clash, welches erstmals die Bezeichnung Super vor dem Namen der Hauptfigur im Titel trägt. Es ist als Free2Play Spiel im Nintendo eShop kostenlos zum Download verfügbar. Mit einem Team von bis zu vier Charakteren, die wahlweise auch durch andere Menschen an der Spielkonsole oder via Nintendo Switch Online über das Internet gesteuert werden, werden Missionen gegen verschiedene Monster bestritten, die in einem rundenbasierten Kampfsystem besiegt werden müssen. Um dies zu schaffen, muss das eigene Team mit Ausrüstungsgegenständen und Waffen ausstaffiert immer stärkere und zahlreichere Gegner besiegen. Es ähnelt Kirby Battle Royale! für den Nintendo 3DS. Ebenso wie dieses unterstützt das Spiel zudem Amiibo-Figuren und Karten.

#### Kirby und das vergessene Land
2022 erschien auf der Nintendo Switch: Kirby und das vergessene Land (auf Englisch: Kirby and the forgotten Land). Es kann mit bis zu zwei Spielern gespielt werden. Es gibt verschiedene Waffen, die aufgewertet werden können.

#### Kirby Triple Deluxe
Kirby Triple Deluxe ist ein Jump-’n’-Run-Videospiel, das von HAL Laboratory entwickelt und von Nintendo für den Nintendo 3DS veröffentlicht wurde. Es erschien im Januar 2014 in Japan und im Mai 2014 in Nordamerika und Europa. In diesem Spiel muss der Protagonist Kirby, ein kleiner rosa Ball, seinen Freund König Dedede retten, der vom Schurken Taranza entführt wurde. Kirby Triple Deluxe bietet 3D-Grafiken, innovative Level-Designs und die Fähigkeit für Kirby, die Kräfte seiner besiegten Gegner zu kopieren. Das Spiel enthält 25 verschiedene Kopierfähigkeiten und zwei zusätzliche Spielmodi: Dedede's Drum Dash, ein Rhythmus-Minispiel, und Kirby Fighters, ein Mehrspieler-Kampfspiel.

### Spiele anderer Genres
Fast die Hälfte der Kirby-Spiele ist anderen Genres zuzuordnen. Diese Spiele verwenden häufig Grafiken, Figuren, Musikstücke und weitere Elemente aus den Jump-’n’-Run-Titeln.

#### Kirby’s Pinball Land
Kirbys dritter Auftritt fand 1993 im Spiel Kirby’s Pinball Land wieder auf dem Game Boy statt. Jedoch nicht erneut in Form eines Jump ’n’ Runs, sondern als Flipperspiel. Kirby dient dabei als Flipperkugel, neue Fähigkeiten kann er in diesem Spiel aber nicht annehmen. Es gibt drei Level, jeder einzelne davon beinhaltet drei Flipperebenen. In der jeweils obersten Ebene gibt es einen Miniboss, über den man Zugang zum jeweiligen Level-Endboss bekommt. Zusätzlich beinhaltet jeder Level ein Bonus-Minispiel. Hat man alle drei Level abgeschlossen, gibt es noch einen weiteren Endboss.

#### Kirby’s Dream Course
In diesem 1994 erschienenen ersten Kirby-Spiel für das SNES wurde Kirby erneut mit einem bekannten Genre verbunden, in diesem Fall Golf. Er kann Spezial-Fähigkeiten durch das Besiegen von Gegnern erlangen, was Auswirkungen auf das Verhalten des „Golfballs“ hat. Bösewicht ist erneut König Dedede, der die Sterne vom Nachthimmel gestohlen hat. Kirby’s Dream Course verfügt als erstes Spiel der Reihe über einen Zweispielermodus. Die zweite Spielfigur ist ein gelber Kirby (Kībī), der äußerlich und in seinen Fähigkeiten Kirby gleicht, allerdings eine gelbe Körperfarbe hat.
Dieses Spiel kann seit April 2007 in Japan für die Virtual Console der Wii erworben werden, seit Juni 2007 auch in Europa und Australien und seit Juli 2007 auch in Nordamerika.

#### Kirby’s Ghost Trap
In Japan erschien 1993 für das SNES ein Ableger der „Puyo Puyo“-Reihe (heute außerhalb Japans auch als Puyo Pop bekannt), Spiele mit Ähnlichkeit zu Tetris. In Puyo Puyo werden die Charaktere in typischer Manga-Optik dargestellt. Zur Etablierung des Spielprinzips für den westlichen Markt schien man dies nicht jedoch für geeignet zu halten, sodass man das Spielprinzip von Puyo Puyo mit einem bekannten Nintendo-Charakter – Kirby – verband. 1995 erschien so in den USA für das SNES das Spiel Kirby’s Avalanche, in Europa wurde es unter dem Namen Kirby’s Ghost Trap bekannt. Kirby’s Ghost Trap verfügt ebenfalls über einen Zweispielermodus. Das Spielprinzip ist unverändert, die Musikstücke, Texte und ein Großteil der Grafiken wurden aber durch entsprechend andere ausgetauscht. Natürlich ist auch die Hintergrundgeschichte eine andere: Die Bewohner des Traumlandes veranstalten einen Ghost-Trap-Wettbewerb, bei dem die Teilnehmer zum Traumbrunnen gehen und jeden Kontrahenten, den sie auf ihrem Weg dorthin begegnen, zu einem Ghost-Trap-Duell herausfordern müssen. Die finalen Duelle um den Siegerpokal finden dann beim Traumbrunnen statt.
Seit Ende Juli 2007 ist dieses Spiel in Europa und Australien ebenfalls für die Virtual Console erhältlich, seit Ende September desselben Jahres auch in Nordamerika.

#### Kirby’s Block Ball
Bei diesem Spiel von 1995 handelt es sich um eine Art Breakout-Variante. Typischerweise müssen in den meisten Abschnitten bestimmte Blöcke zertrümmert werden, am Ende jedes Levels ist ein Bossgegner durch eine bestimmte Anzahl Treffer zu schlagen. An einigen Stellen kommen auch Gegner vor, deren Spezialpower Kirby erwerben kann, hier aber nur vier verschiedene an der Zahl.

#### Kirby’s Star Stacker
1997 erschien unter dem Namen Kirby’s Star Stacker ein weiteres Kirbyspiel im Tetrisstil für den Game Boy. Es werden Sternblöcke zwischen Blöcken in Form der drei Tierfreunde aus Kirby’s Dream Land 2 eingeschlossen, auf diese Weise sind möglichst viele Sterne zu sammeln. Durch Verbindung zweier Game Boys mit einem Linkkabel können auch zwei Spieler gegeneinander spielen.

#### Kirby no Kirakira Kizzu
Dieses Spiel konnte ab dem 1. Februar 1998 auf ein sogenanntes Nintendo-Power-Modul heruntergeladen werden. Es war möglich, an bestimmten Orten in Japan auf ein leeres SNES-Spielmodul ein Spiel zu laden, und das zu geringeren Preisen als beim Kauf von anderen handelsüblichen Spielen. Am 25. Juni 1999, als das N64 bereits seit längerer Zeit erhältlich war, kam Kirby no Kirakira Kizzu (カービィのきらきらきっず) noch als regulär im Handel erhältliches Spiel auf den Markt. Es baut auf Kirby’s Star Stacker auf und wird daher inoffiziell auch als Kirby’s Super Star Stacker bezeichnet. Im Japanischen sind Name von Game-Boy- und SNES-Version identisch. Vermutlich wegen des späten Erscheinungsdatums wurde dieses Spiel nicht mehr für den Markt außerhalb Japans lokalisiert.
Eine wesentliche Änderung am Spielprinzip ist, dass nun auch Spiele gegen den Computer möglich sind. Ähnlich wie in Kirby’s Ghost Trap werden dabei die zwei Spielfelder nebeneinander angezeigt. Zudem gibt es im Gegensatz zum Vorgänger eine Handlung: Der friedliche sternenförmige Mr. Star wird bei einem Flug über Traumland von König Dedede mit einer Kanone abgeschossen und getroffen. Er stürzt ab und zersplittert in viele kleine Sternenstücke, doch Kirby und seine Freunde helfen ihm dabei, sie wiederzufinden.

#### Kirby Tilt ’n’ Tumble
Bei Kirby Tilt ’n’ Tumble handelt es sich um eines der wenigen Game-Boy-Spiele, die einen Kippsensor (Tiltsensor) verwenden. Dieser ermöglicht es, das Spiel durch gezieltes Kippen des Grundgerätes zu beeinflussen – Kirby rollt je nachdem über den Bildschirm, wie das Gerät gehalten wird.
Die Handlung besagt, dass König Dedede das Traumland seiner Sterne beraubt hat, die Kirby nun wieder einsammeln muss. 2000 erschien das Spiel als einziges der Reihe, welches speziell für den Game Boy Color entwickelt wurde. In Europa wurde es allerdings nie offiziell veröffentlicht.

#### Kirby Air Ride
2003 erschien das einzige Kirby-Spiel für den GameCube, Kirby Air Ride. Dieses ist dem Genre der Fun-Racer zuzuordnen. Kirby und andersfarbige Ebenbilder bewegen sich mit leicht über dem Boden schwebenden speziellen Warp-Sternen und anderen Vehikeln über die verschiedenen Rennstrecken. Es tummelt sich eine Reihe von Gegnern auf den Strecken, die von den Kirbys eingesaugt werden können. Wie gehabt können durch Verschlucken einiger Gegner Spezial-Kräfte erlangt werden, die dann während des Rennens gegen die Kontrahenten und Gegner einsetzbar sind. Neben den üblichen Rennen gibt es auch Spezial-Wettbewerbe, zum Beispiel welcher Fahrer über eine Sprungschanze am weitesten springt oder die meisten Gegner besiegt.
Die ursprüngliche Version dieses Spiels, die auf der 8. Shoshinkai 1996 gezeigt wurde, sollte bereits auf dem Nintendo 64 veröffentlicht werden, wozu es aber nie kam. Anfangs noch als Kirby Bowl 64 bekannt, befand sich Kirby in dieser Version auf einer Schachbrettfläche mit Erhebungen und Vertiefungen. Im späteren Entwicklungsstadium dagegen bewegte sich Kirby auf einem Warp-Stern durch die typisch bunten Landschaften fort, auch ein Vierspielermodus war für das Spiel in Planung.

#### Kirby: Power Paintbrush
Vor Kirby: Mouse Attack erschien bereits im Jahr 2005 für den Nintendo DS ein Kirby-Spiel. Im Spiel wird Kirby von einer Hexe namens Malia (engl. Drawcia), die eine Welt aus Farben und Gemälden erschaffen hat und das Traumland auch in eine solche Welt verwandelt hat, in eine allein kaum bewegungsfähige Kugel verwandelt. Jedoch kommt Kirby der Power Paintbrush zur Hilfe, der im übertragenen Sinne der Berührstift des Spielers ist.
Kirby in Kugelform kann nicht über Tasten gesteuert werden, stattdessen werden mit dem Berührstift, also dem Malpinsel, Linien in Malias Welt gezeichnet, auf denen sich Kirby fortbewegen kann. Es ergeben sich noch weitere Möglichkeiten mit dem Touchpen, so können beispielsweise Schalter betätigt und Gegner betäubt werden oder aber Kirby erhält durch Antippen einen Temposchub oder setzt eine Spezialpower ein.

### Sonstige Spiele
Die folgenden Spiele fallen aus der Reihe, da sie entweder nicht regulär im Handel erhältlich waren oder da ihre Entwicklung abgebrochen wurde.

#### Satellaview-Spiele
In der zweiten Hälfte der 1990er konnten in Japan mit Hilfe des Satellaview unter anderem Spiele empfangen werden, darunter auch einige exklusive Kirby-Spiele. Diese sind aber eher simpel gestrickt, Inhalt eines Spiels ist beispielsweise ein Reaktionstest, bei dem mit einem Baseballschläger Kirby bzw. seine Artgenossen in Ballform im richtigen Moment zu schlagen sind.

#### KoroKoro Kirby 2
Siehe auch Abschnitt: Kirby Tilt 'n' Tumble

Dieses 2001 vorgestellte Spiel sollte der Nachfolger von Kirby Tilt 'n' Tumble werden. Es war als Spiel für den GameCube geplant, wobei der Game Boy Advance als Controller diente, durch Bewegung dessen konnte wie schon beim Vorgänger das Spiel beeinflusst werden. Es ist nicht bekannt, warum die Entwicklung abgebrochen wurde.

## Kirby in Fernsehen und Film

### Anime
Es wurde eine 100 Episoden umfassende Animeserie zu Kirby produziert, welche erstmals am 6. Oktober 2001 unter dem Titel Hoshi no Kirby in Japan ausgestrahlt wurde. 2002 wurde die Serie in den USA auf dem Sender FoxBox (heute 4Kids TV) unter dem Titel Kirby: Right Back at Ya! ausgestrahlt. Die Lokalisierung für diese Fassung wurde vom US-Unternehmen 4Kids Entertainment durchgeführt, dabei wurden mehrere nicht unbeträchtliche Änderungen vorgenommen, insbesondere in musikalischer Hinsicht unterscheidet sich die US-amerikanische Version praktisch völlig vom Original, zum Teil auch inhaltlich. So basieren viele Musikstücke im Original auf Melodien aus den Spielen, was bei der US-Version nicht der Fall ist. Einige Folgen wurden geschnitten oder gar nicht in den Vereinigten Staaten und Kanada gesendet. 52 Folgen wurden in Deutschland auf RTL II, Disney Channel, Premiere Start und Junior erstmals ab dem 12. November 2002 gezeigt. Die deutsche Fassung, deren Titel einfach Kirby lautet, basiert auf der US-amerikanischen Version. Für die Figuren aus dem Kirbyuniversum werden meistens deren deutsche Namen verwendet.
Seit dem 23. Juni 2011 ist es möglich, sich alle deutschen Folgen auf der Nintendo Wii im Kirby TV-Kanal, einem Wii-Kanal, anzusehen, wobei sowohl der Download des Kanals als auch die Folgen völlig kostenlos sind. Der erste Durchlauf des Kanals lief bis Dezember 2011. Am 5. April 2012 gab es bis zum Oktober 2012 einen zweiten Durchlauf aller Episoden. Seitdem wurde kein Durchlauf mehr gestartet und die Verfügbarkeit des Kanals eingestellt. Er wurde nur in Europa veröffentlicht. Außer in Deutschland startet der Kirby TV-Kanal auch in Großbritannien, Irland, Frankreich, Italien, den Benelux-Ländern, der Schweiz, Österreich, Dänemark, Schweden, Norwegen und Finnland. Es werden jeweils vier der 52 Folgen und die erste Folge der Serie gleichzeitig gezeigt, die älteste verschwindet anstelle einer neuen Folge. Die erste wird dauerhaft zu sehen sein, die restlichen, bereits verschwundenen Folgen lassen sich mittels spezieller Schlüssel wieder freischalten, welche man direkt im Kanal finden kann. Es kommen pro Woche zwei neue Folgen in den Kanal, jeweils montags und donnerstags. Folgen auf Deutsch findet man in der Nintendo 3DS-Anwendung des Nintendo eShops, dem Nintendo Anime Channel. Dort laufen die 20 ersten Folgen, hin und wieder kommen neue Folgen.
Die Serie erzählt eine eigenständige Geschichte, enthält aber die Grundzüge der Spiele. Kirby ist in ihr ein sogenannter Sternenkrieger (engl. Star Warrior), der dazu bestimmt ist, eNeMeE und seine Monster zu besiegen, um das Universum vor ihrer Schreckensherrschaft zu bewahren. Auf dem Planeten Pop Star geht eine Bedrohung durch eNeMeE aus, denn der dort ansässige King Dedede ist ein begeisterter Liebhaber von Monstern. Er bestellt sich Monster über einen Online-Monster-Versand von Nightmare Enterprises, kurz N.M.E. Er erkennt dabei jedoch nicht die Gefahr, die von N.M.E. ausgeht, das Gleiche gilt auch für seinen ständigen Begleiter Escargoon, ein schneckenähnlicher Berater und Weggefährte des Königs.
Kirby gelangt mit seinem Sternenschiff auf den Planeten, jedoch geschieht dies eigentlich zu früh, denn Kirby ist (in dieser Serie) noch ein Baby. Kirbys beste Freunde werden die Geschwister Tip und Tuff, die mit ihren Eltern im Schloss des unwissenden Königs leben. Auch Meta Knight, der selbst ein Sternenkrieger ist, erweist sich als wertvoller Verbündeter. Die japanische Originalversion wurde komplett auf DVDs veröffentlicht, von der US-Version sind bislang nur einige Folgen auf DVD erschienen. Von der deutschen Version ist noch keine einzige Folge offiziell auf DVD veröffentlicht worden, jedoch lassen sich die Folgen auf dem Kirby-TV-Kanal auf der Wii kostenlos ansehen.
Masahiro Sakurai wurde in die Entwicklung der Animeserie stark mit einbezogen.

#### Musik
Japanischer Vorspann:
1. Kirby * March (カービィ★マーチ Kābī ★ Māchi)
2. Kirby! (カービィ! Kābī)

Japanischer Abspann:
1. Kihon wa maru (きほんはまる)
2. Kirby * Step! (カービィ☆ステップ! Kābī ☆ Suteppu!)

#### Synchronsprecher
| Rolle         | Deutscher Sprecher |
| ------------- | ------------------ |
| König Dedede  | Jürgen Kluckert    |
| Escargoon     | Michael Pan        |
| NME-Händler   | Detlef Bierstedt   |
| Tip           | Susanne Kaps       |
| Kabu          | Tilo Schmitz       |
| Bürgermeister | Hans Teuscher      |
| Kawasaki      | Tom Deininger      |
| Tankwart      | Tobias Kluckert    |
| Polizeichef   | Axel Lutter        |
| Coo           | Eberhard Prüter    |
| Tokori        | Gerald Schaale     |

### Filme
Neben der Serie ist bisher kein längerer, eigenständiger Film produziert worden. Erwähnenswert ist trotzdem ein nur wenige Minuten langer Kirbypilotfilm, bei dem es sich anscheinend um eine Art Prototypen der Animeserie handelt. Dieser wurde in Japan zur Veröffentlichung von Kirby Air Ride auf DVD herausgebracht, ohne aber nähere Hintergrundinformationen zu liefern. In dem Pilotfilm landet Kirby auf einem Planeten, auf dem er Prinzessin Fumumodoki trifft, die Tip aus der Animeserie nicht unähnlich ist und höchstwahrscheinlich ein Vorgängermodell darstellt (Tips japanischer Name lautet Fumu). Beide werden schnell gute Freunde. Dies sieht König Dedede, der das Geschehen von seinem Schloss aus beobachtet, gar nicht gern. Er lässt keine Möglichkeit aus, Kirby wieder loszuwerden, ist aber bei allen Versuchen, ähnlich Wile E. Coyote, am Ende selbst der Leidtragende, bis er schließlich aufgibt. Doch er tut sich mit Kirby zusammen, als plötzlich immer mehr bösartige Kreaturen quasi aus dem Nichts vor dem dunkel gewordenen Himmel erscheinen.
In den USA wurde eine DVD mit dem Titel Kirby: Fright to the Finish – The Movie veröffentlicht. Es handelt sich dabei um einen Zusammenschnitt der letzten drei Folgen der Animeserie, die als Folge 100 der Kirbyserie in Japan und den USA veröffentlicht wurde. In Deutschland ist diese Folge bzw. der Film nicht erschienen.

## Comics/Mangas

Logo des Comics Kirby und das Geheimnis des Glibbers

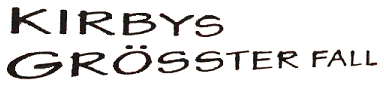
Logo des Comics Kirbys größter Fall

In den Ausgaben 3 bis 6/1994 erschien im deutschen Club Nintendo Magazin ein insgesamt 16-seitiger Kirby-Comic namens Kirby und das Geheimnis des Glibbers als Fortsetzungsgeschichte. Ein weiterer Comic mit dem Titel Kirbys größter Fall und einem Umfang von 32 Seiten wurde 1996 als Sonderausgabe veröffentlicht. Wie die anderen von 1991 bis 1998 im Magazin und in den Sonderausgaben veröffentlichten Comics wurde diese speziell für Club Nintendo in Japan gezeichnet und sind in einem entsprechenden Zeichenstil gehalten, fallen also auch in die Kategorie Manga. In beiden Fällen handelt es sich um Detektivgeschichten, die aber, abgesehen von einigen Charakteren, fast nichts mit der Handlung der Spiele zu tun haben. Die meiste Zeit findet die Handlung auf der Erde unter Menschen statt. Kirby betreibt zusammen mit König Nickerchen (Dedede in den Spielen, aufgrund der Lokalisierung mit Nickerchen bezeichnet), der hier oft nur Nick genannt wird, ein Detektivbüro. Ihre Fälle nehmen sie, typisch für viele Detektivgeschichten, von attraktiven menschlichen Frauen entgegen. Ein Auftrag gibt den Anstoß für ein Abenteuer, um den Fall aufzuklären. Dabei trifft das Duo auch auf andere aus den Spielen bekannte Charaktere. Ein wichtiger Charakter, der für einen der Comics entwickelt wurde, ist der Blaufisch, der den beiden Detektiven bei ihren Ermittlungen behilflich ist, allerdings nur in Kirbys größter Fall, in der ersten Geschichte ist Kirby einfach als Blaufisch verkleidet. In einem Super-Mario-Comic, der in einer Club-Nintendo-Sonderausgabe zur Game Boy Camera erschien, taucht ebenfalls ein Blaufisch auf. Erdacht wurden beide Geschichten nach dessen eigenen Angaben von Claude M. Moyse, welcher längere Zeit Chefredakteur des Magazins war. Die Zeichnungen stammen laut Impressum von einem in Tokio ansässigen Unternehmen namens Work House.
In einigen anderen Comics des Club Nintendo Magazins taucht Kirby außerdem als Nebenfigur oder Mit-Hauptcharakter auf. Das Gleiche gilt auch für die in Deutschland produzierten N-Gang-Comics, die 1999 und 2000 im Club Nintendo Magazin veröffentlicht wurden.
Die langlebigste Comic-Reihe, deren Titel ebenfalls Hoshi no Kirby lautet, erschien in Japan im Magazin CoroCoro Comic des Verlags Shōgakukan. Von 1995 bis 2006 wurden die Kapitel zudem in 25 Sammelbänden zusammengefasst. Autor und Zeichner war Hirokazu Hikawa (ひかわ 博一, Hikawa Hirokazu). Neue Kirbyspiele zogen auch neue Geschichten für die Serie nach sich. Inwiefern sich die Mangas an den Spielen orientieren, ist unterschiedlich. Die Figuren wurden aber größtenteils aus diesen entnommen. Nicht selten arten die Geschichten in chaotische Zustände aus. Wie bei CoroCoro Comics üblich, werden typische Manga-Stilmittel gern stark übertrieben verwendet, wie riesige Augen und weit aufgerissene Münder. Auch in dieser Serie ist Kirby meistens mit König Dedede zusammen.
In Japan erscheinen bis heute noch weitere Kirby-Mangas von unterschiedlichen Zeichnern, allerdings seltener als komplette Reihe. Bei vielen handelt es sich um Yonkoma-Mangas, also Comic-Strips aus jeweils vier Bildern.

## Merchandising
In Japan erschien bereits sehr früh Kirby-Merchandising – beispielsweise eine Reihe von Plüschfiguren zum zweiten Spiel der Reihe Kirby’s Adventure. Neben zahlreichen Plüschfiguren gibt es auch Schlüsselanhänger, Sammelfiguren, Karten, Magnetfiguren, Nahrungsmittel, Mangas und vieles mehr. Außerhalb Japans ist nur wenig Kirby-Merchandising erhältlich, in den USA importieren jedoch einige dortige Händler Artikel aus Japan. In Europa sind jedoch weiterhin fast keine Merchandising-Artikel zu Kirby erhältlich. In Deutschland erschienen aber in den Neunzigern einige Comics.

## Orte im Kirby-Universum

### Popstar
Auf dem Planeten Popstar befindet sich Dreamland, das Land, in dem sich die meisten Spiele abspielen. Er ist somit das Zuhause von Kirby und seinen Freunden und auch der meisten seiner Rivalen, wie König Dedede.

### Spiegelwelt
Die Spiegelwelt (eng: Mirrorworld) ist eine Welt, die über ein Portal mit Popstar verbunden ist. Es ist der Handlungsort von Kirby: Die wundersame Spiegelwelt. Es wird dort vom finsteren Dark Mind bedroht. Sämtliche Bewohner dieser Welt sind schattenartige Doppelgänger von Kirby, Meta Knight etc.

### Stoffland
Stoffland ist die Welt in dem Spiel Kirby und das magische Garn, welche Kirby durch die Zaubersocke betritt. In dieser Welt funktioniert das Einsaugen von Gegnern nicht mehr, da Kirby nur aus Fäden besteht. Stattdessen benutzt man eine Art von Peitsche, um Gegner zu vernichten oder um sie als Kugel aufzurollen und auf einen Gegner zu werfen. An diesem Ort sind Prinz Plüsch und Grimmgarn zuhause.

### Rock Star
Der Planet Rock Star ist ein Planet aus dem Spiel Kirby 64. Er ist der zweite Planet, den Kirby und seine Helfer auf ihrer Reise erkunden. Die größte Fläche des Planeten ist mit Wüsten bedeckt, bis auf einen Level, der in mit Gras bewachsenen Bergruinen stattfindet. Die erkundete Fläche des Planeten ist eine antike Ruinenlandschaft, teilweise mit Pyramiden (in einem Level im Hintergrund, in einem anderen als eine Art Station für unbekannte Zwecke).

### Halcandra
Halcandra taucht nur im Spiel Kirby’s Adventure Wii auf und kann nur mit dem Sternenkreuzer Lor erreicht werden, da er sich in einer anderen Dimension befindet. Er ist die Heimat von Landia, einem Drachen und dem Wächter der Meisterkrone, und Magolor, welchen man als Endboss in einer bizarren Zwischenwelt besiegen muss. Der Planet besteht aus einer Vulkan- und Gesteinslandschaft. Statt Waddle Dees trifft man dort auf Wesen, die eine Metallrüstung tragen.

## Kirby in Super Smash Bros.
In der Kampfspielreihe Super Smash Bros. steht Kirby seit deren Beginn als spielbarer Charakter zur Verfügung. In den vier bisher erschienenen Titeln widmen sich insgesamt drei unterschiedliche Kampffelder einem Kirby-Thema, in zweien spielt auch der Baum Stumpf Stumpf eine wesentliche Rolle. Des Weiteren sind Gegenstände wie Sternenzepter und Warp-Sterne von den Kämpfern einsetzbar. In Super Smash Bros. Melee, in dem die Möglichkeit besteht, virtuelle Trophäen verschiedener Objekte aus dem Nintendo-Universum zu erhalten, kann der Spieler neben verschiedenen Kirby-Trophäen unter anderem auch Modelle von König Dedede, Meta Knight, Rick, Gooey, Waddle Dee und Stump Stumpf erhalten.
Im Spiel Super Smash Bros. Brawl sind neben Kirby auch Meta Knight und König Dedede spielbare Charaktere. Außerdem gehört Meta Knights Luftschiff Halberd zu den neuen Kampffeldern.
Die von Kirby anwendbaren Angriffe stammen größtenteils aus Kirby’s Adventure und Kirby’s Fun Pak.